# Celaya Fútbol Club
O Celaya Fútbol Club é um clube de futebol mexicano da cidade de Celaya, no estado de Guanajuato, fundado em 7 de fevereiro de 1954. Atualmente disputa a Liga de Expansión MX (substituta da Liga de Ascenso), correspondente à Segunda Divisão mexicana.
Manda os seus jogos no Estádio Emilio Butragueño, com capacidade para receber 26.753 torcedores. As cores oficiais do clube são azul e branco.

## História
Fundado por Miguel Iriarte Montes, que tornaria-se o primeiro presidente da equipe, o Celaya estreou na temporada 1954-55, na Segunda Divisão. Na temporada seguinte, seriam vice-campeões, ficando atrás do Monterrey. Em sua trajetória na Primeira Divisão, o melhor resultado dos Toros foi o vice-campeonato na temporada 1995-96. O Celaya (rebatizado Atlético Celaya em 1994) ganharia as manchetes ao contratar o veterano espanhol Emilio Butragueño, ídolo do Real Madrid nos anos 80, que encerraria sua carreira no clube em 1998. Hugo Sánchez, grande nome do futebol mexicano e também com passagens destacadas no futebol europeu, também deixaria os gramados como jogador em 1997, vestindo a camisa dos Toros.
Problemas financeiros fizeram com que o Celaya encerrasse as atividades em 2003, mas voltou à ativa pouco depois, após a relocação do La Piedad, que passaria a se chamar Club Cajeteros de Celaya. Foi refundado em 2007, agora como Club Celaya, desta vez como filial do Querétaro.

## Uniformes
- Uniforme titular: Camisa azul com faixa em "V" prateada, calção azul e meias azuis;
- Uniforme reserva: Camisa branca com faixa em "V" azul , calção branco e meias brancas;
- Terceiro uniforme: Camisa preta com faixa em "V" prateada, calção preto e meias pretas;

## Campanhas de destaque
- 2º colocado no Campeonato Mexicano de 1995-96
- Campeão da Segunda Divisão Mexicana de 1955-56